# Itá Ibaté

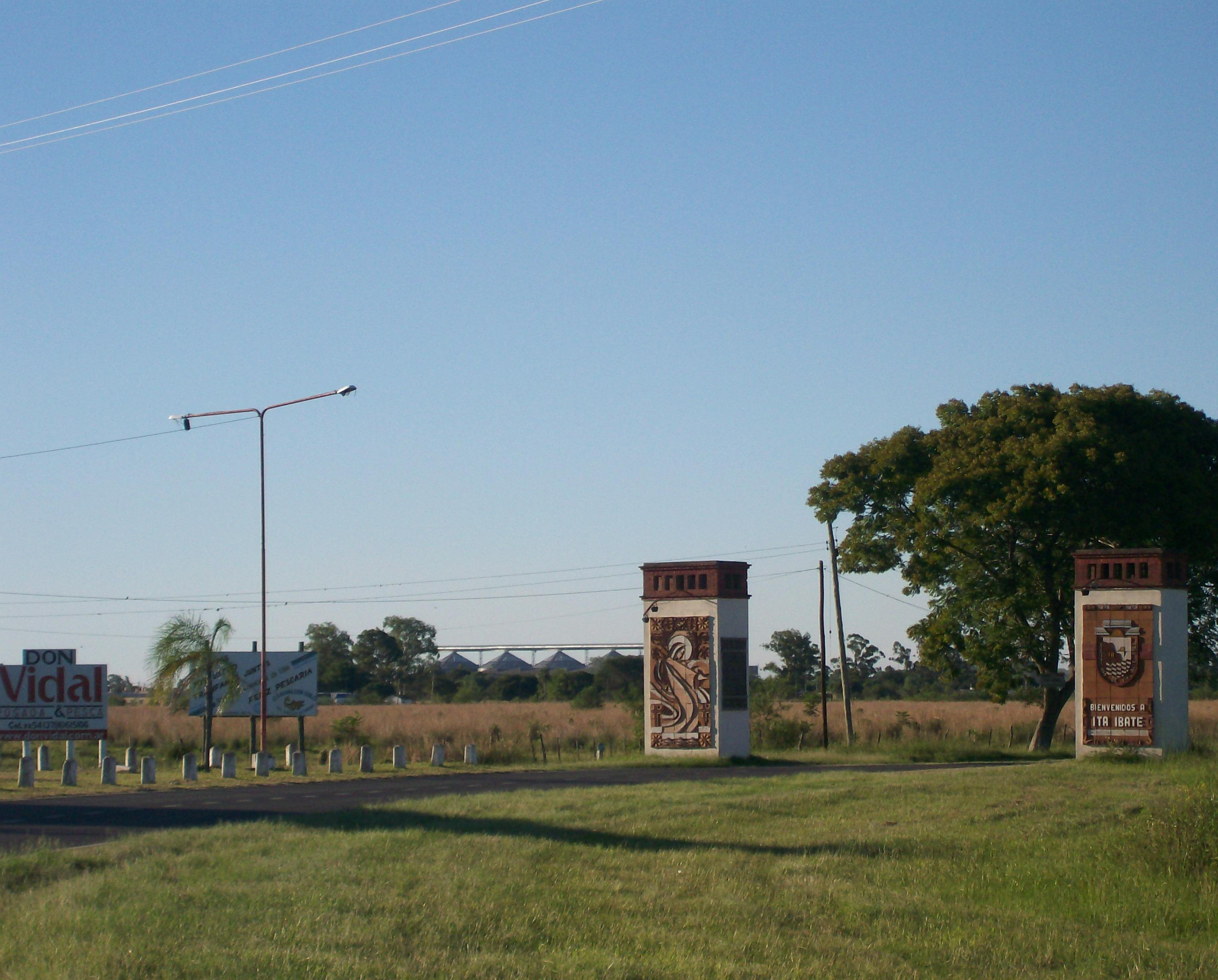
Entrada principal a Itá Ibaté sobre la ruta 12.

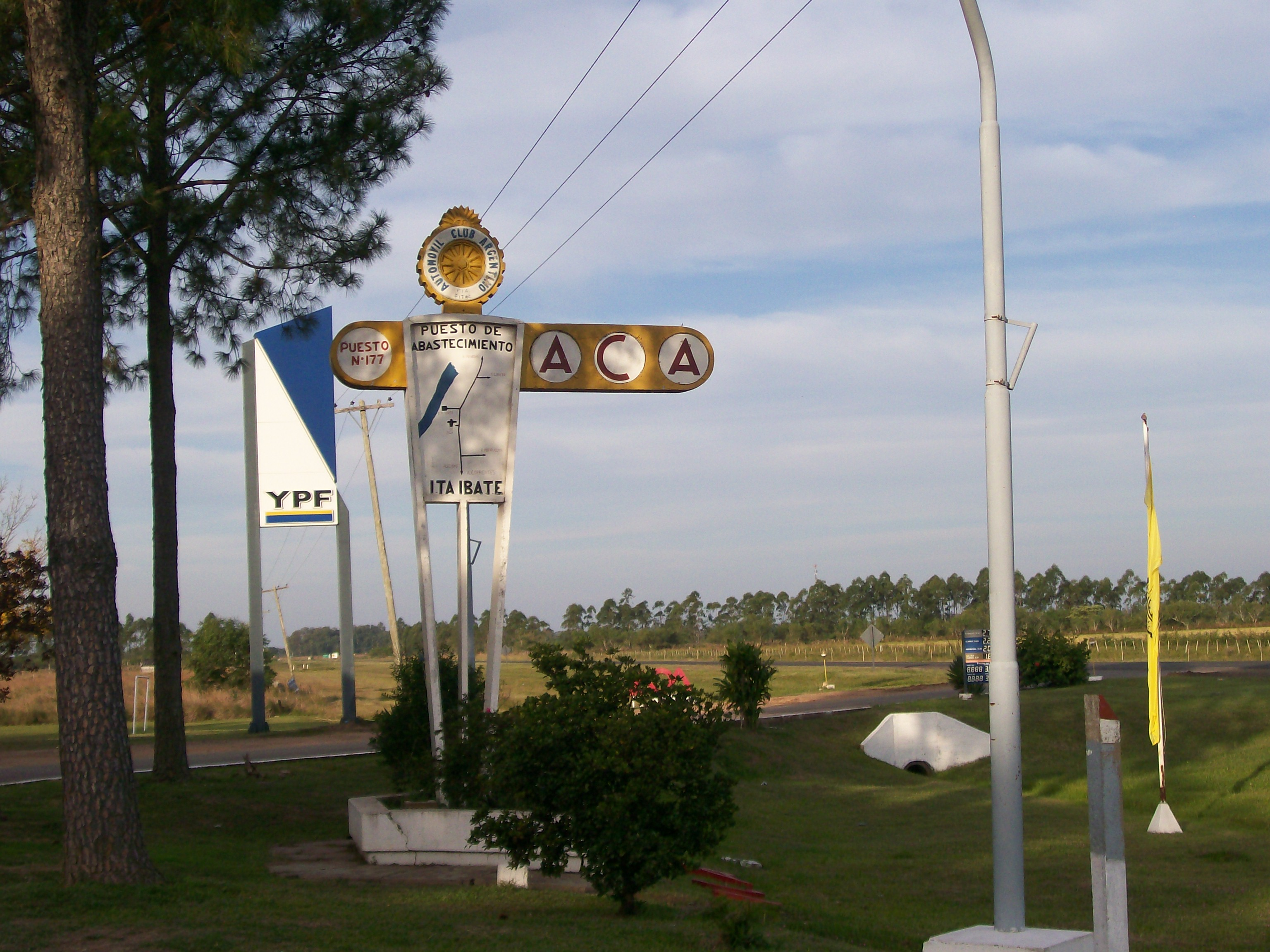
Estación de servicio ACA de Itá Ibaté, sobre la ruta 12.

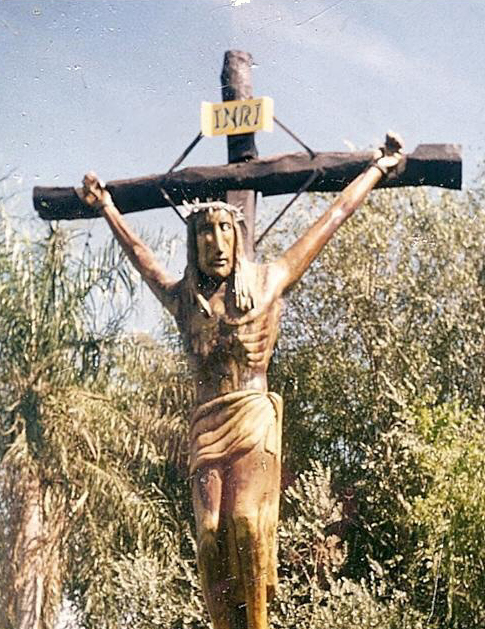
Cristo de la Hermandad.

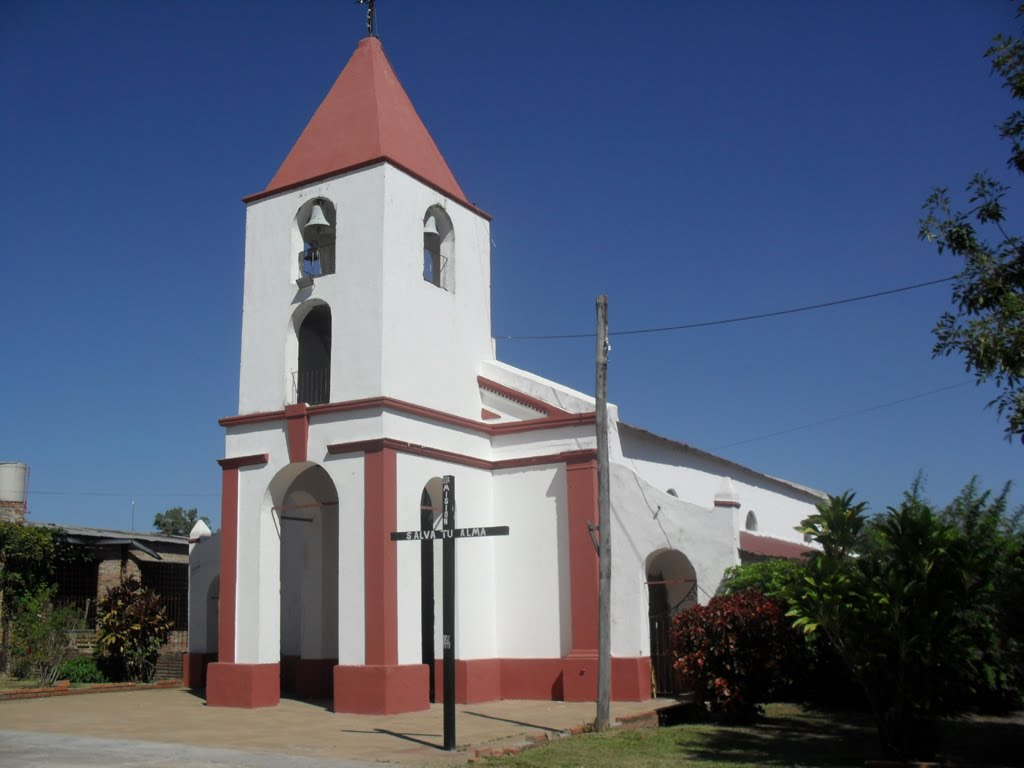
Iglesia de Itá Ibaté.

Itá Ibaté (en guaraní: Ita Yvate) es una localidad argentina, en el departamento General Paz,  provincia de Corrientes a 161 kilómetros de la ciudad de Corrientes.
Es uno de los pocos centros poblados sobre el río Paraná medio. Itá Ibaté es reconocida como una de las principales postas pesqueras del Paraná, y aunque cuenta con algunas pequeñas playas, el turismo del pueblo se encuentra mayormente abocado a la pesca.
Su territorio ocupa 670 hectáreas aproximadamente. Cuenta, también, con varias islas bajo su jurisdicción, entre ellas: Melilla.

## Toponimia
El término Itá Ibaté viene del Guaraní. Ita: piedra, Yvate: Alta; por lo que Ita Yvate significa “piedra alta”.

## Historia
Itá Ibaté fue fundada en 1877, aunque el lugar ya llevaba ese nombre desde el siglo XVII. En sus comienzos el paraje se conformó como estancia de base ganadera y su extensión comprendía desde el arroyo Santa Lucía y el Paraná, llegando a las Lomas de Ibahay.
Desde el gobierno de Pedro Ferré, en 1833, hubo una guardia en el lugar, por la constante amenaza de invasión de las fuerzas paraguayas. Como consecuencia de la guerra de la Triple Alianza, se incorporan 300 hombres en la localidad y comenzó a realizarse un comercio bastante activo de ganado en pie; hacia el año 1865 es considerable el movimiento económico de hacienda y las exportaciones que se realizan. Por esta presencia humana el gobierno habilita el puerto de Itá Ibaté. El puerto se conformó en un lugar estratégico, que finalizada la guerra se transformó en un punto comercial de relativa importancia.
Las tierras eran propiedad de don Víctor Duarte, que en 1877 donó al gobierno cinco manzanas para que levantaran un pueblo. La función fue dispuesta por el gobierno provincial, por un decreto del 7 de junio de 1877, conservando el nombre del paraje donde ya vivían algunas familias.
Pero el terreno donado por Duarte era parte de una extensión mayor, que estaba arrendada a una firma comercial; la misma protestó y consiguió que el gobierno dejara sin efecto la fundación, por decreto del 20 de abril de 1880. Pero una ley del 14 de marzo de 1881 dejó las cosas como antes y el pueblo continuó su vida normal, siendo ampliada su área urbana en 1890.
Hacia 1894 según un viajero confirmó la existencia de caseríos de pajas edificadas sobre la barranca, un activo pasaje de hacienda al Paraguay a través del puerto, la existencia de casas de comercio, oficinas de correo, telégrafo, vapores dos veces por semana desde Posadas, y correspondencia para los pueblos del interior. En 1898 se construyó el camino de conexión con Caá Catí.
Hacia 1970 se produjo un crecimiento de la población, los primeros solares se subdividen y se densificó la edificación de la zona urbana. La pavimentación de la ruta 12 y la construcción de la Represa de Yacyretá dieron también impulso al crecimiento de la localidad.

## Población
Cuenta con 3 772 habitantes (Indec, 2010), lo que representa un incremento del 13,6% frente a los 3 320 habitantes (Indec, 2001) del censo anterior. Aproximadamente un 80% de sus habitantes corresponde a la población urbana y un 20% a la población rural.
| Gráfica de evolución demográfica de Itá Ibaté entre 1991 y 2010 |
|                                                                 |
| Fuente: Censos nacionales del INDEC                             |

## Temperatura y Clima
La temperatura se caracteriza por ser cercanas o superior a los 21 °C. En el verano el calor es realmente agobiante llegando a temperaturas de 47 °C.

## Vías de comunicación
Itá Ibaté se encuentra a 2 km de la ruta Nacional RN 12, que la conecta con las ciudades de Corrientes, Buenos Aires y Posadas. A pocos kilómetros del acceso también nace la ruta Nacional RN 118.
Itá Ibaté no cuenta con aeropuerto, pero si lo hay en tres ciudades cercanas: Aeropuerto Internacional Doctor Fernando Piragine Niveyro (o aeropuerto de Cambá Punta), en Corrientes Capital, Aeropuerto Internacional Libertador General José de San Martín (o aeropuerto de Posadas) y el aeropuerto de Ituzaingó.

## Parroquias de la Iglesia católica en Itá Ibaté
| Arquidiócesis | Corrientes            |
| ------------- | --------------------- |
| Parroquia     | Inmaculada Concepción |

## El Poder Judicial en Itá Ibaté
En la provincia de Corrientes existen setenta y cinco municipios, de los cuales solamente veinticuatro tienen el privilegio de contar con un Juzgado de Paz: Itá Ibaté es uno de ellos. Su competencia territorial abarca el extremo norte de General Paz (departamento) siendo el paraje Areronguá su límite al sur con la jurisdicción de Caá Catí. En el año 2012, el Superior Tribunal de Justicia aprobó la compra directa de un terreno para la construcción del edificio propio, la que todavía no se ha iniciado. El Juzgado funciona en una casa tomada en localización. Desde diciembre de 2017, la dependencia se encuentra a cargo del abogado Eduardo Aníbal Modenutti.

## Turismo
El paisaje se destaca por sus bellos acantilados sobre el río Paraná, los cuales forman una pequeña punta que se adentra en el río. Este accidente provoca fuertes correntadas que son aprovechadas por los pescadores para su labor. Las angostas franjas de arena sirven mayoritariamente de descanso a la gente de lugar, siendo aventajada en este sentido por las cercanas Paso de la Patria e Ituzaingó. Otros lugares interesantes son:
- Casa Histórica Gallino: su primer dueño fue un colaborador de la organización del pueblo, Juan Bautista Gallino. El visitante podrá conocer los antepasados de Itá Ibaté, y al mismo tiempo disfrutar de un camping privado con playas y parques.
- Iglesia de la Inmaculada Concepción: es Monumento Histórico Provincial de Itá Ibaté, este sitio es un paso obligado para el turista amante de la historia. Este edificio perteneció a la antigua iglesia de la Cruz de los Milagros de Corrientes. Posee un estilo colonial y su altar principal fue tallado a mano en el siglo XVII.
- Cristo de la Hermandad: una de las esculturas más grandes del país, es la figura de un Cristo de 6,4 m, tallado a mano en madera de timbó colorado y una cruz de 11 m de altura. El artista chileno Joaquín Sissara tuvo la idea de unir la República Argentina con un Cristo como este en cada provincia. Comenzó la obra en enero de 1998 y la terminó 6 meses después.
- Quinchos en las Islas: construidos en las islas Ovechá, Melilla y Santa Isabel. Hay mesas y bancos, al aire libre y gratuitas.
- Casa de la familia Ojeda: casco histórico de las estancias de la familia Ojeda, grandes valuartes de estas tierras, quienes hicieron de Itá Ibaté, un lugar en el mundo. Los 14 hermanos Ojeda, hoy dispersados a lo largo y a lo ancho de la Argentina, han visto nacer sus sueños y esperanzas en este bello paraje. El mayor difusor de estas tierras, don José Ojeda, capitán de la Policía de la provincia de Buenos Aires, suele retornar a su ciudad, a disfrutar de la pesca y el descanso merecido.